# Michaela DePrince
Michaela DePrince, née Mabinty Bangura le 6 janvier 1995 à Kenema en Sierra Leone et morte le 10 septembre 2024,, est une danseuse classique américaine d'origine sierraléonaise.
Elle est découverte par le grand public en 2011 lors de sa participation au documentaire First Position, qui retrace la préparation de jeunes danseurs pour le Youth America Grand Prix. Avec sa mère adoptive, Elaine DePrince, elle coécrit en 2014 le livre Taking Flight: From War Orphan to Star Ballerina (en français Orpheline No 27).
En parallèle de sa carrière de danseuse, elle est ambassadrice de l'organisation néerlandaise War Child basée à Amsterdam.
Le 13 septembre 2024, son décès est officiellement annoncé par ses proches sur son compte Instagram.

## Biographie

### Premières années
Née dans une famille de confession musulmane sous le nom de Mabinty Bangura, elle grandit dans un orphelinat en Sierra Leone, amenée là-bas par son oncle durant la guerre civile. Selon les informations transmises à ses parents adoptifs, son père aurait été tué par le Revolutionary United Front quand elle avait trois ans, et sa mère serait morte de faim peu de temps après.
Mal nourrie, maltraitée et fréquemment raillée à cause de son vitiligo, elle s'enfuit dans un camp de réfugié un jour où son orphelinat est bombardé.
En 1999, elle a quatre ans lorsqu'elle et une autre fille, qui porte alors le même prénom, sont adoptées par Elaine et Charles DePrince, un couple de confession juive originaire de Cherry Hill dans le New Jersey. Devenues Michaela et Mia, elles quittent la Sierra Léone pour les États-Unis, où elles grandissent dans une famille de onze enfants, dont neuf sont adoptés.

### Carrière
Inspirée par la photo d'une danseuse classique sur la couverture d'un magazine sur lequel elle était tombée en Sierra Leone, Michaela commence la danse classique aux États-Unis, où elle s'entraîne notamment pour le Youth America Grand Prix.
Durant sa scolarité, elle suit les cours à distance du lycée national de Keystone, pour pouvoir se consacrer à ses entraînements de danse classique, qu'elle suit notamment à la Rock School for Dance Education à Philadelphie en Pennsylvanie.
Après sa performance au Youth America Grand Prix, Michaela obtient une bourse pour étudier à l'école de danse Jacqueline Kennedy Onassis de l'American Ballet Theatre. Elle poursuit sa carrière professionnelle malgré les obstacles, notamment à cause de sa couleur de peau.
En 2012, le documentaire First Position est diffusé, suivant Michaela et d'autres danseurs lors de leur préparation pour le Youth America Grand Prix. La même année, elle participe à Danse avec les Stars, en parallèle de ses débuts sur scène en Europe.
Avec sa mère adoptive, elle coécrit en 2011 le livre Taking Flight: From War Orphan to Star Ballerina, Orpheline N°27 en français.
En 2012, elle obtient son diplôme de l'école Jacqueline Kennedy Onassis de l'American Ballet Theatre, et rejoint le Dance Theatre of Harlem, où elle est la plus jeune danseuse. Lors de sa première apparition professionnelle sur scène, elle interprète le 19 juillet 2012 le rôle de Gulnare dans Le Corsaire.
En juillet 2013, elle rejoint la compagnie junior du Dutch National Ballet, basé à Amsterdam. Elle est alors la seule danseuse de couleur noire de la compagnie. L'année suivante, elle intègre le corps de ballet, puis est nommée coryphée en 2015 et sujet en 2016.
En 2015, la MGM acquiert les droits du livre Taking Flight: From War Orphan to Star Ballerina pour l'adapter au cinéma, sous la direction artistique de Madonna.
En 2016, elle apparaît dans la séquence « Hope » du film Lemonade diffusé au moment de la sortie de l'album du même nom de Beyoncé.
En 2021, elle tient le rôle principal dans le film Coppelia de Steven de Beul.